# Rio Ibirapuitã
Rio Ibirapuitã är ett vattendrag i Brasilien.   Det ligger i delstaten Rio Grande do Sul, i den södra delen av landet, 1 700 km sydväst om huvudstaden Brasília.
Trakten runt Rio Ibirapuitã består i huvudsak av gräsmarker. Runt Rio Ibirapuitã är det glesbefolkat, med 12 invånare per kvadratkilometer.